# Carlos Gallardo
Carlos Gallardo (* in Ciudad Acuña) ist ein mexikanischer Schauspieler und Filmproduzent.
Gallardos erster Film, bei dem er sowohl als Produzent als auch als Schauspieler mitwirkte, war El Mariachi (1992).
Diese Filmreihe wurde zur Trilogie fortgesetzt, in den durch Antonio Banderas bekannten Filmen Desperado (1995) und Irgendwann in Mexico (2003). In beiden übernahm Antonio Banderas die Titelrolle und Carlos Gallardo konzentrierte sich gemeinsam mit seinem Freund Robert Rodriguez auf die Produktion.